# 鳥居松村

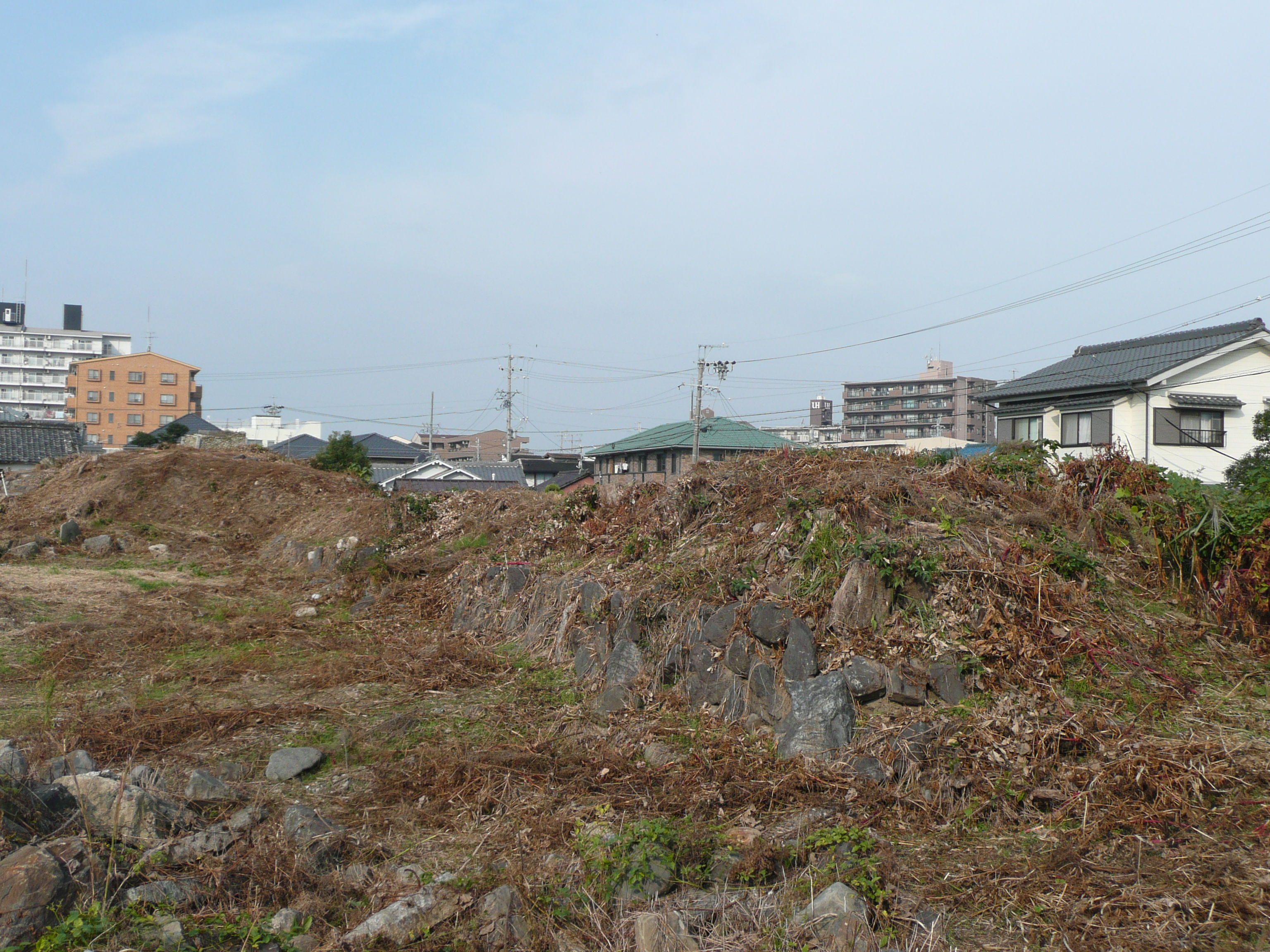
上条城跡

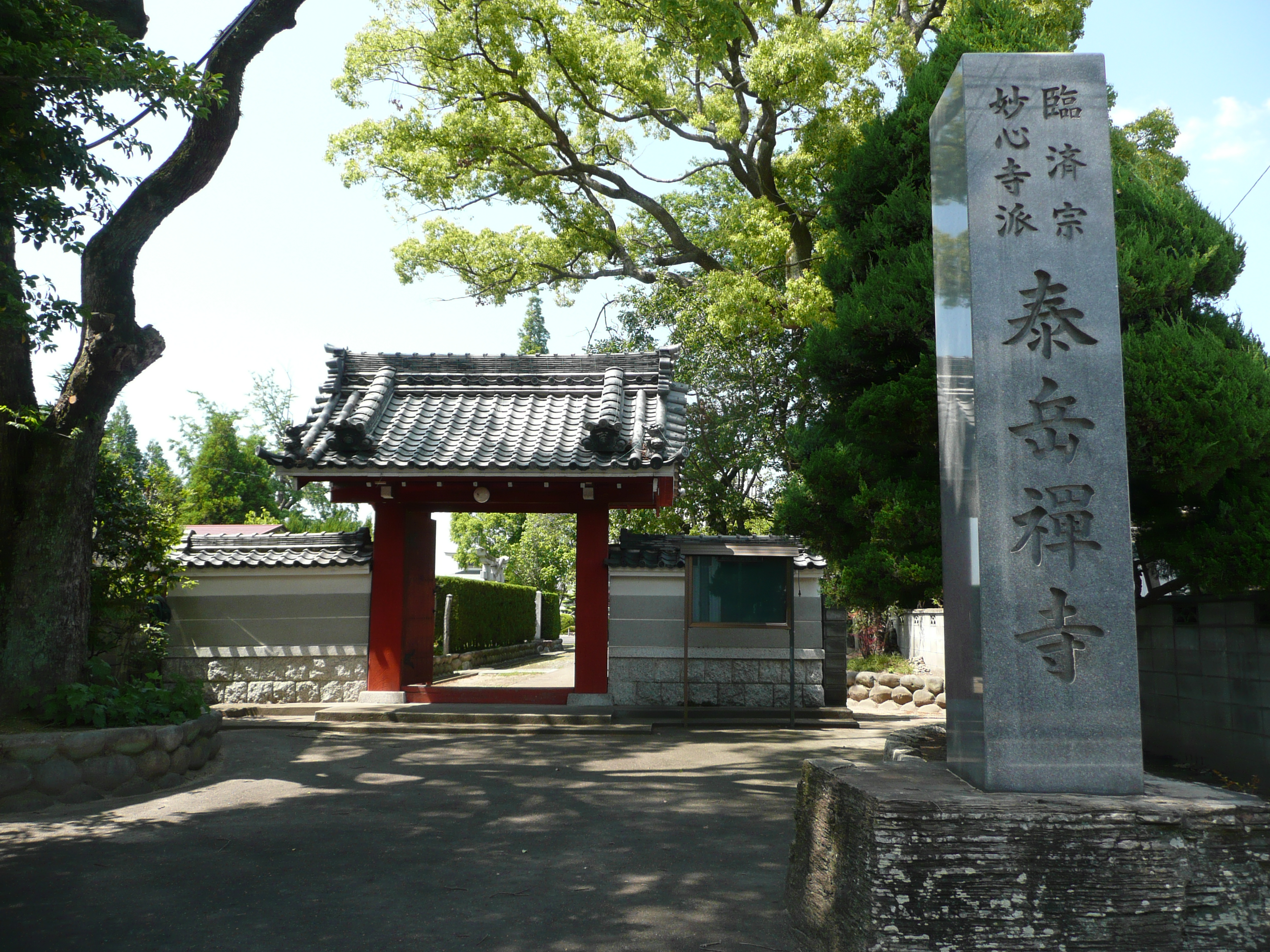
名古屋城三の丸の赤門（泰岳寺の山門）

鳥居松村（とりいまつむら）は、かつて愛知県東春日井郡にあった村である。

## 概要
当時の所在地は現在の春日井市西中部にあたり、現在の春日井市役所付近に「鳥居松町」が存在する。

## 沿革
- 1906年（明治39年）7月16日 - 和爾良村と小野村とが合併し、発足。
- 1927年（昭和2年）12月16日 - 国鉄中央本線に鳥居松駅（現春日井駅）が開業。
- 1943年（昭和18年）6月1日 - 勝川町・鷹来村・篠木村と合併し、春日井市発足、廃止。

## 教育
- 鳥居松国民学校（現・春日井市立鳥居松小学校）
- 小野松国民学校（現・春日井市立小野小学校）

## 交通機関
- 国鉄中央本線 - 現在のJR中央本線
- 鳥居松駅 - 現在のJR中央本線春日井駅

## 名所・旧跡
- 上条城址
- 吉田城址
- 泰岳寺

## 出身人物
- 林金兵衛（初代東春日井郡長、草薙隊隊長）